# 中共中央文献研究室
中共中央文献研究室是已不存在的中共中央文献编辑委员会办事机构，是中共中央的工作部门，也是具有研究机构性质的部门，是中共中央直属事业单位。

## 沿革
1950年，中共中央成立由刘少奇任主任的中共中央毛泽东选集出版委员会。1977年3月，经中共中央批准，成立中共中央毛泽东主席著作编辑出版委员会办公室。1980年5月，中共中央决定，将中共中央毛泽东主席著作编辑出版委员会办公室改组为中共中央文献研究室。
2018年3月中共中央印发的《深化党和国家机构改革方案》称，不再保留中共中央文献研究室，相关职责并入中共中央党史和文献研究院。

## 职责
- 编辑毛泽东、周恩来、刘少奇、朱德、任弼时、邓小平、陈云等老一辈革命家及现任中央主要领导人的著作，编辑党和国家及军队重要的当代文献和历史文献；
- 撰写毛泽东、周恩来、刘少奇、朱德、任弼时、邓小平、陈云等老一辈革命家和其他中央主要领导人的年谱、传记及传记性作品，研究他们的著作、生平和思想；
- 研究和宣传毛泽东思想、邓小平理论；
- 收集国内外有关的研究动态，与国内外学术界进行必要的交流；
- 审核或协助审核、审查准备公开发表或出版的毛泽东、周恩来、刘少奇、朱德、任弼时、邓小平、陈云和现任中央常委未发表过的历史文稿、有关音像制品，有关党和国家主要领导人工作和生活情况的重要图书、文章及音像制品等，以及重大革命历史题材的电影和电视作品；
- 负责联系中央指定由中央文献研究室联系的其他老一辈革命家和历任中央主要领导人著作的编辑和年谱、传记的撰写工作；
- 承担党中央交办的其他任务和中共中央文献编辑委员会的具体事物[5]。

## 机构设置
- 办公厅
- 科研管理部
- 宣传外事办公室
- 第一编研部（编辑毛泽东的著作，撰写其年谱、传记，研究其思想、生平）
- 第二编研部（编辑周恩来、刘少奇、朱德、任弼时的著作，撰写他们的年谱、传记，研究他们的思想、生平）
- 第三编研部（编辑邓小平、陈云的著作，撰写其年谱、传记，研究他们的思想、生平）
- 第四编研部（编辑、研究江泽民的著作和以江泽民同志为核心的第三代中央领导集体其他领导成员的著作）
- 第五编研部（编辑研究以胡锦涛同志为总书记的党中央的重要文献等）
- 第六编研部（编辑研究习近平总书记的著作和十八大以来党中央的重要文献等）
- 机关党委
- 《党的文献》杂志社
- 中央文献出版社[6]

## 历任领导
中共中央毛泽东主席著作编辑出版委员会办公室（1977年3月—1980年5月）
| 主任 - 汪东兴（1977年3月—1978年12月） - 胡乔木（1978年12月—1980年5月） 第一副主任 - 李琦（1980年1月—5月） | 副主任 - 李鑫（1977年3月—1980年1月） - 吴冷西（1977年3月—1980年1月） - 贾步彬（1977年3月—1980年1月） - 胡绳（1977年3月—1980年5月） - 熊复（1977年3月—1980年1月） - 武健华（1977年3月—1980年1月） - 廖盖隆（1980年1月—5月） - 龚育之（1980年1月—5月） |

中共中央文献研究室（1980年5月—2018年3月）
| 主任 - 胡乔木（1980年5月—1982年4月） - 李琦（1982年4月—1991年6月） - 逄先知（1991年6月—2002年10月） - 滕文生（2002年10月—2007年12月） - 冷溶（2007年12月—2018年3月） 第一副主任 - 李琦（1980年5月—1982年4月） 常务副主任 - 逄先知（1986年1月—1991年6月） - 金冲及（1991年12月—2004年10月） - 冷溶（2001年4月—2004年10月） - 杨胜群（2006年5月—2014年1月） | 副主任 - 胡绳（1980年5月—1982年4月） - 吴冷西（1980年5月—1982年4月） - 廖盖隆（1980年5月—1982年4月） - 龚育之（1980年5月—1988年2月） - 逄先知（1982年7月—1991年6月） - 金冲及（1984年3月—2004年10月） - 吴建国（1991年4月—1997年11月） - 陈群（1995年6月—2006年11月） - 杨胜群（1997年11月—2014年1月） - 冷溶（1997年11月—2004年10月） - 李捷（2004年10月—2012年3月） - 董宏（2006年3月—2013年8月） - 陈晋（2008年3月—2018年3月） - 张宏志（2012年5月—2018年3月） - 卓松盛（2014年2月—2016年2月） - 孙业礼（2014年2月—2018年3月） - 陈扬勇（2016年6月—2018年3月） |